# 25124 Zahramaarouf
25124 Zahramaarouf (tên chỉ định: 1998 RC78) là một tiểu hành tinh vành đai chính. Nó được phát hiện bởi dự án Nghiên cứu tiểu hành tinh gần Trái Đất Lincoln ở Socorro, New Mexico ngày 14 tháng 9 năm 1998. Nó được đặt theo tên Zahra Moein Maarouf, a Lebanese student whose team project won second place ở the 2007 Giải thưởng Khoa học và Kỹ thuật Intel.